# Музеј ваздухопловства — Београд
Музеј југословенског ваздухопловства (сада: Музеј ваздухопловства — Београд), један од водећих музеја овог типа у свету, основан је 1957. године, при Команди Ратног ваздухопловства (РВ и ПВО). Од 1989. године смештен је у модерној згради, на београдском аеродрому. 2013, Влада Србије је зграду Музеја прогласила спомеником културе. Музејске збирке, уз које се чува богата пратећа документација и архива из свих периода и области ваздухопловне историје, чине најрепрезентативнију колекцију домаћег и страног цивилног и војног ваздухопловства и представљају значајан извор за свеобухватно сагледавање развоја авијације на нашим просторима од 1911. до данас.

### Историјат
Историја музеја почиње 1957. године оснивањем посебног Одељења за историју и Музеј југословенског ваздухопловства при Команди ваздухопловства војске Југославије. Ово одељење, које је убрзо преименовано у Музеј југословенског ваздухопловства, имало је задатак да прикупља, чува, изучава и презентује експонате из свих периода развоја југословенске авијације, од појаве првих идеја о лету у нашим крајевима до савременог доба. Посебна пажња посвећена је најранијим периодима историје националног ваздухопловства, пионирском добу авијације, као и балканским и Првом светском рату.
Након неколико промена локације музеја, који је радио у згради Команде ваздухопловства у Земуну и згради Официрског дома у оквиру Старог аеродрома „Београд” испод Бежанијске косе, крајем 1968. године донета је одлука о изградњи наменске музејске зграде. Између неколико предложених локација нове зграде Музеја ваздухопловства одабран је терен у склопу комплекса аеродрома „Београд” (данас аеродром „Никола Тесла”) и то на десној страни прилазног пута, на удаљености од 200 m од улаза у пристанишну аеродромску зграду. Тиме је остварена идејна повезаност ваздухопловне историје и теорије са праксом и постигнуто значајно обогаћење садржаја јавног комплекса аеродрома. На одабир ове локације утицала је пре свега фреквентност кретања путника као потенцијалних посетилаца музеја, финансијска исплативост изградње, као и музеолошка оправданост заснована на квалитетном прожимању аеродромског амбијента са садржајем и основном наменом објекта.

### Архитектура
Музеј ваздухопловства је саграђен у периоду 1969—1989. године у оквиру комплекса аеродрома „Никола Тесла”, према пројекту сарајевског архитекте Ивана Штрауса и конструкторским решењима београдских грађевинских инжењера. Наменски је пројектован за потребе смештања богате и јединствене ваздухопловне збирке. Захваљујући атрактивности локације и архитектонског решења, као и богатству изложбене поставке, одмах по отварању постао је једна од водећих музејских установа у земљи.
Пројектован је и подигнут као грађевина кружне основе, са сутереном, приземљем, мезанином, спратом и галеријом. Подељеност унутрашњег простора на административно-технички и изложбени део јасно је видљива у концепцији објекта. Нижи део грађевине у виду својеврсног постамента, заузимају простори који чине срж музеја и обезбеђују његово пословање, док је простор намењен излагању експоната решен монументално и репрезентативно. Штраусова наклоност ка геометријским скулптуралним формама доведена је до најсажетијег облика — чистог торуса постављеног на повучено кружно постоље. Управо ова торусна форма чини објекат Музеја препознатљивим и јединственим у југословенском стваралаштву овог раздобља. Посебан квалитет објекта произилази из транспарентне стаклене фасаде, која доприноси прожимању музејске поставке и аеродромског комплекса. Изузетни обликовни квалитети и успешно решење функционалних захтева резултовали су грађевином јединствене архитектуре која се сврстава у антологијска остварења југословенске послератне градитељске продукције. Архитекта Штраус је за ово оригинално остварење награђен савезном „Борбином” наградом за најбоље архитектонско остварење у 1989. години. Својим архитектонским вредностима и квалитетним односом са непосредним изграђеним и природним окружењем, у односу на сам аеродромски комплекс и сремску равницу, данас представља истакнути визуелни симбол модерног Београда.

### Музејске збирке
У збиркама музеја има преко 200 летелица, од којих посетиоци могу да виде 50 летелица у згради и десетак на платоу око зграде. Неки од експоната налазе се у депоу музеја и чекају на рестаурацију. Међу њима свакако најзначајније место заузима ловац италијанске производње Фијат G-50 који представља једини сачувани примерак на свету.
У музеју се налази и реплика летелице Сарић 1 Ивана Сарића, пионира ваздухопловства из Суботице. Он је остварио први лет на тој летелици, сопствене производње, 1910. године.
Од историјског значаја је Олуј 11, то је први наоружани авион, коришћен у српској војсци. Изложен је и први авион произведен у Србији, Физир ФН, у првој фабрици авиона у Србији, Икарус.
Међу авионима властитог развоја и производње, почасно место заузима Г-2 Галеб, први домаћи авион с млазним мотором који је серијски произвођен и коришћен, поред нашег ваздухопловства, и у више ваздухопловстава пријатељских земаља. У време свога увођења у оперативну употребу је добио награду на салону Le Bourget у Паризу, као најбољи авион у својој класи.
Поред авиона властитог развоја и производње, збирка садржи и велики број авиона из Другог светског рата, различитог порекла, из више земаља учесница. Међу њима се налазе Хокер харикен, Спитфајер, Тандерболт, Јак-3, Ил-2 Штурмовик, Месершмит Ме 109 Г-2 и други. Након НАТО бомбардовања СР Југославије 1999. године Музеј ваздухопловства је сакупио значајан број експоната везаних за овај догађај. Најзначајнији међу овим експонатима, су делови америчког тзв. невидљивог бомбардера F-117 Ноћни соко и америчког ловца бомбардера F-16 фајтинг фалкон који су оборени дејством ПВО ВЈ.
У Музеју је доступан велики број докумената и текстова о ваздухопловним јединицама и установама. У марту 2017. године су оснивачка права музеја са Београда пребачена на Републику Србију.

## Сачувана ваздухопловна средства

### Летелице

#### Једрилице
| Име{\displaystyle \ \rightarrow } | D.F.S./30 Кранић     | D.F.S./66 Грунао Беби | D.F.S./68 Веих   | D.F.S./68 Веих         | D.F.S./68 Веих   | D.F.S./70 Олимпија | 20. мај Чавка     | 20. мај Илинденка 1T | 20. мај Илинденка 1T |
| Регистрација                      | YU-5014              | YU-2113               | YU-4073          | YU-4089                | YU-4093          | YU-4106            | YU-2227           | YU-4108              | YU-4109              |
| Серијски №                        | 161                  | 151                   | 443              | 492                    | 491              | 33                 |                   | 3005                 | 3006                 |
| {\displaystyle \ \Updownarrow }   |                      |                       |                  |                        |                  |                    |                   |                      |                      |
| Име{\displaystyle \ \rightarrow } | FAJ Јастреб Кошава 2 | FAJ Јастреб Вук-T     | Икарус Кошава 60 | Икарус/Летов Орао Илић | Икарус Метеор 60 | ILZS Јастреб 54    | VTRZ Јастреб Рода | Летов Јастреб 54     | Летов KB-3 Јадран    |
| Регистрација                      |                      | YU-4422               | YU-5022          | YU-4096                | YU-4103          | YU-3056            | YU-5210           | YU-3029              | YU-6001              |
| Серијски №                        | 1                    | 346                   | 1                | 185                    | Прототип         | 251                | 24                | 195                  | 104                  |
| {\displaystyle \ \Updownarrow }   |                      |                       |                  |                        |                  |                    |                   |                      |                      |
| Име{\displaystyle \ \rightarrow } | LIBIS 17             | SVC Чавка             | SVC Мачка        | SVC Врабац А           | Утва M/J1        | VTC Цирус HS-64D   | VTC Делфин II     | VTC Тренер           |                      |
| Регистрација                      | YU-5069              | YU-2127               | YU-4107          |                        | YU-UTVA          | YU-5341            | YU-4138           | YU-4169              |                      |
| Серијски №                        | 319                  |                       | 3                |                        |                  | 118                | 45                | 79                   |                      |

#### Хеликоптери
| Име{\displaystyle \ \rightarrow } | Хилер UH-12A | Камов Ка 25  | Камов Ка-27   | Камов Ка-27   | Ми-2                 | Ми-2          | Ми-2         |
| Порекло                           | САД          | СССР         | СССР          | СССР          | СССР/ Пољска}        | СССР/ Пољска  | СССР/ Пољска |
| Регистрација                      | YU-HAB       | 11323        | 11401         | 11402         | 12506                | 12512         | 12513        |
| Серијски №                        | 143          | 4912519      | 5235003720222 | 5235003720223 | 511103059            | 511110059     | 541307129    |
| {\displaystyle \ \Updownarrow }   |              |              |               |               |                      |               |              |
| Име{\displaystyle \ \rightarrow } | Ми-2         | Ми-2         | Ми-4          | Ми-8          | WS-51 Драгонфли      | Сикорски H-19 |              |
| Порекло                           | СССР/ Пољска | СССР/ Пољска | СССР          | СССР          | Уједињено Краљевство | САД           |              |
| Регистрација                      | 12514        | 12515        | 12013         | 12208         | 11503                | 11714         |              |
| Серијски №                        | 541327129    | 541309129    | 6103          | 0915          | WA/H/97              | WA9-10-2319   |              |

#### Авиони са клипним моторима
| Авиони                    | Сачувани, ускладиштени и изложени авиони са клипним мотором | Сачувани, ускладиштени и изложени авиони са клипним мотором | Сачувани, ускладиштени и изложени авиони са клипним мотором | Сачувани, ускладиштени и изложени авиони са клипним мотором | Сачувани, ускладиштени и изложени авиони са клипним мотором |
| Авиони                    | Порекло                                                     | Регистрација                                                | Серијски број                                               | Коментар                                                    |                                                             |
| ------------------------- | ----------------------------------------------------------- | ----------------------------------------------------------- | ----------------------------------------------------------- | ----------------------------------------------------------- | ----------------------------------------------------------- |
| AAK BS-1 Студент          | СФРЈ                                                        | YU-CKK                                                      | Прототип                                                    |                                                             |                                                             |
| Ан-2М                     | СССР / Пољска                                               | YU-BCE                                                      | 60404                                                       | из Совјетског Савеза 16662                                  |                                                             |
| Ан-12B                    | СССР                                                        | 73311 / YU-AIC                                              | 23448007                                                    | Тренутно у Бугарској (LZ-SGA)                               |                                                             |
| ATZ CA-51                 | СФРЈ                                                        | YU-CMH                                                      |                                                             |                                                             |                                                             |
| ATZ CA-51                 | СФРЈ                                                        | YU-CMK                                                      |                                                             |                                                             |                                                             |
| ATZ V-55                  | СФРЈ                                                        | YU-CMR                                                      | Прототип                                                    |                                                             |                                                             |
| Боинг Модел 75            | САД                                                         | YU-BAD                                                      | 75-7614                                                     | после САД N2S-3 BuAer 37993, после-N5115N                   |                                                             |
| Боинг Модел PT-17-75      | САД                                                         | YU-BAI                                                      | 75-3047                                                     | после САД PT-17 s/n 41-25540, после-N5536O???               |                                                             |
| Букер Бу 133              | Немачка                                                     | 9102                                                        | 1069                                                        | после-НДХ 7706                                              |                                                             |
| DH 82 Тигер Мот           | Уједињено Краљевство                                        | NM-150                                                      | 86-470                                                      | наслеђен YU-CHX/0902                                        |                                                             |
| DH.104 Дове               | Уједињено Краљевство                                        | 72201                                                       | 04432                                                       | наслеђен YU-ABN/9751                                        |                                                             |
| DHC-2 Бивер               | Канада                                                      | 70101                                                       | 587                                                         | наслеђен 0672/672                                           |                                                             |
| Даглас C-47/R4D Скајтрејн | САД                                                         | YU-ABB                                                      | 13713                                                       | наслеђен 42-93765                                           |                                                             |
| Даглас C-47/R4D Скајтрејн | САД                                                         | YU-ABG                                                      | 14035/25480                                                 | наслеђен 43-48219, после KG8030, после G-AHLX               |                                                             |
| Даглас C-47/R4D Скајтрејн | САД                                                         | 71214                                                       | 16472/33220                                                 | наслеђен 44-76888, после KN586, после 7323                  |                                                             |
| Фијат G.50                | Краљевина Италија                                           | 8                                                           | 249                                                         | наслеђен-MM6197, после-NDH 3505, реконструисан је           |                                                             |
| Fi 156 Рода               | Немачка                                                     | 9393 / YU-COE                                               | 91                                                          |                                                             |                                                             |
| Фоке-Вулф Fw-190          | Немачка                                                     | 3                                                           | 930838                                                      |                                                             |                                                             |
| Груман Ag Кет             | САД                                                         | YU-BEU                                                      | 498 N984X                                                   |                                                             |                                                             |
| Хокер харикен             | Уједињено Краљевство                                        | LD975/O                                                     | 41H/368368,20-925                                           | наслеђен 9593                                               |                                                             |
| Аеро-2                    | СФРЈ                                                        | 875                                                         | YU-CVB                                                      |                                                             |                                                             |
| Икарус Курир              | СФРЈ                                                        | 50157 / YU-CCB                                              | 57                                                          |                                                             |                                                             |
| Икарус Курир-Л            | СФРЈ                                                        | 50200 / YU-CBD                                              | 100                                                         | са лајкомиг мотором                                         |                                                             |
| Икарус С-49A              | СФРЈ                                                        | 2319                                                        | 301118                                                      |                                                             |                                                             |
| Икарус С-49C              | СФРЈ                                                        | 2400                                                        | 50                                                          |                                                             |                                                             |
| Икарус 214-П              | СФРЈ                                                        | 61019/YU-ABP                                                | 019                                                         |                                                             |                                                             |
| Иљушин Ил-2м3             | СССР                                                        | 4154                                                        | наслеђен 308331                                             |                                                             |                                                             |
| Иљушин Ил-14П             | СССР                                                        | 71301                                                       | 146001121                                                   | наслеђен 7401                                               |                                                             |
| Јак-3                     | СССР                                                        | 2252                                                        | 8545                                                        |                                                             |                                                             |
| Јак-9П                    | СССР                                                        | 2826                                                        | 04-36                                                       |                                                             |                                                             |
| Јункерс Ju 52             | Немачка                                                     | 7208                                                        | 222                                                         | наслеђен F-BBYB                                             |                                                             |
| Јункерс Ju 87             | Немачка                                                     | 9801                                                        | 0406                                                        | реконструисан                                               |                                                             |
| ЛИБИС KB-6                | СФРЈ                                                        | YU-CFD                                                      | 177                                                         |                                                             |                                                             |
| Лисунов Ли-2              | СССР                                                        | 7011                                                        | 18422308                                                    | Ли-2 са Ц-47A мотором                                       |                                                             |
| P-38 Лајтнинг             | САД                                                         | 9751                                                        | 422-6790                                                    | наслеђен 44-25786, реконструисан                            |                                                             |
| Месершмит Bf 109          | Немачка                                                     | 9663                                                        | 14792                                                       |                                                             |                                                             |
| T-6 Тексан                | САД                                                         | FT152                                                       | 168-503                                                     | наслеђен 50-1289                                            |                                                             |
| P-51 Мустанг              | САД                                                         | HL-L                                                        | 109-26911                                                   | наслеђен 44-13278, реконструисан                            |                                                             |
| Нипорт 11                 | Француска                                                   | 12                                                          | 27                                                          | наслеђен F-WZBC, реплика                                    |                                                             |
| Петљаков Пе-2             | СССР                                                        | 6054                                                        | 18-426                                                      |                                                             |                                                             |
| Поликарпов По-2           | СССР                                                        | 0089 / YU-CNT                                               | 01021                                                       |                                                             |                                                             |
| Поликарпов По-2V          | Пољска                                                      | 0105 / YU-CNP                                               | 01096                                                       |                                                             |                                                             |
| P-47 Тандерболт           | САД                                                         | 13056                                                       | 5609                                                        | наслеђен 44-90464                                           |                                                             |
| Рогожарски Р-100          | Краљевина Југославија                                       | 9251                                                        | 23                                                          | некомплетан                                                 |                                                             |
| Сарић No I                | Аустроугарска                                               | I                                                           |                                                             | Реплика авиона из 1909.                                     |                                                             |
| Шорт Селенд               | Уједињено Краљевство                                        | 0662                                                        | SH.1567                                                     | наслеђен G-AKLS, ex YU-CFK                                  |                                                             |
| Авион 522                 | СФРЈ                                                        | 60132                                                       | 32                                                          |                                                             |                                                             |
| Авион 522                 | СФРЈ                                                        | 60157                                                       | 57                                                          |                                                             |                                                             |
| Авион 522                 | СФРЈ                                                        | 60204                                                       | 04                                                          |                                                             |                                                             |
| J-20 Крагуј               | СФРЈ                                                        | 30002                                                       | прототип                                                    |                                                             |                                                             |
| J-20 Крагуј               | СФРЈ                                                        | 30101                                                       | 001                                                         |                                                             |                                                             |
| J-20 Крагуј               | СФРЈ                                                        | 30103                                                       | 003                                                         |                                                             |                                                             |
| J-20 Крагуј               | СФРЈ                                                        | 30104                                                       | 004                                                         |                                                             |                                                             |
| J-20 Крагуј               | СФРЈ                                                        | 30106                                                       | 006                                                         |                                                             |                                                             |
| J-20 Крагуј               | СФРЈ                                                        | 30107                                                       | 007                                                         |                                                             |                                                             |
| J-20 Крагуј               | СФРЈ                                                        | 30108                                                       | 008                                                         |                                                             |                                                             |
| J-20 Крагуј               | СФРЈ                                                        | 30109                                                       | 009                                                         |                                                             |                                                             |
| J-20 Крагуј               | СФРЈ                                                        | 30114                                                       | 014                                                         |                                                             |                                                             |
| J-20 Крагуј               | СФРЈ                                                        | 30135                                                       | 019                                                         |                                                             |                                                             |
| J-20 Крагуј               | СФРЈ                                                        | 30144                                                       | 028                                                         |                                                             |                                                             |
| J-20 Крагуј               | СФРЈ                                                        | 30145                                                       | 029                                                         |                                                             |                                                             |
| J-20 Крагуј               | СФРЈ                                                        | 30147                                                       | 031                                                         |                                                             |                                                             |
| J-20 Крагуј               | СФРЈ                                                        | 30148                                                       | 032                                                         |                                                             |                                                             |
| J-20 Крагуј               | СФРЈ                                                        | 30152                                                       | 036                                                         |                                                             |                                                             |
| J-20 Крагуј               | СФРЈ                                                        | 30155                                                       | 039                                                         |                                                             |                                                             |
| J-20 Крагуј               | СФРЈ                                                        | 30157                                                       | 041                                                         |                                                             |                                                             |
| Аеро-3                    | СФРЈ                                                        | P                                                           | прототип                                                    |                                                             |                                                             |
| Аеро-3                    | СФРЈ                                                        | 40186 / YU-CZA                                              | 86                                                          |                                                             |                                                             |
| Утва 65                   | СФРЈ                                                        | YU-BKI                                                      | 736                                                         |                                                             |                                                             |
| Утва 66                   | СФРЈ                                                        | 51001                                                       | прототип                                                    |                                                             |                                                             |
| Утва 66                   | СФРЈ                                                        | 51002                                                       | прототип                                                    |                                                             |                                                             |
| Утва 66                   | СФРЈ                                                        | 51145                                                       | 0854                                                        |                                                             |                                                             |
| Утва 66                   | СФРЈ                                                        | 51221                                                       | 0866                                                        |                                                             |                                                             |
| Утва 66                   | СФРЈ                                                        | 52101                                                       | 0822                                                        |                                                             |                                                             |
| Утва 66H                  | СФРЈ                                                        | 52102                                                       | 0823                                                        |                                                             |                                                             |
| Утва 66H                  | СФРЈ                                                        | 52104                                                       | 0831                                                        |                                                             |                                                             |
| Авион 213-3               | СФРЈ                                                        | 1352                                                        | 92                                                          |                                                             |                                                             |
| Авион Ласта               | СФРЈ                                                        | 54153                                                       |                                                             | 0 серија                                                    |                                                             |
| Супермарин Спитфајер      | Уједињено Краљевство                                        | JK808/B                                                     | CBAF-4690,17-545                                            | наслеђен VF-H,ex 9489, RAF serial JK448                     |                                                             |
| M-18 Дромадер             | Пољска                                                      | YU-BMX                                                      | 1Z-010-01                                                   | некомплетан                                                 |                                                             |
| Злин Z-XII                | Чехословачка                                                | F-AQII                                                      | 194                                                         |                                                             |                                                             |
| Злин Z-526                | Чехословачка                                                | 41104 / YU-DIO                                              | 102                                                         |                                                             |                                                             |
| Злин Z-37                 | Чехословачка                                                | YU-BGL                                                      | 819                                                         |                                                             |                                                             |
| Физир ФН                  | Краљевина Југославија                                       | V                                                           | 9                                                           | наслеђен YU-CAY/9009                                        |                                                             |
| Физир ФП-2                | Краљевина Југославија                                       |                                                             | 15                                                          | ex9308, uncomplete                                          |                                                             |
| MQ-1 Предатор             | САД                                                         |                                                             |                                                             | олупина                                                     |                                                             |

#### Авиони са млазним моторима
| Авиони                               | Сачувани, ускладиштени и изложени авиони са млазним мотором' | Сачувани, ускладиштени и изложени авиони са млазним мотором' | Сачувани, ускладиштени и изложени авиони са млазним мотором' | Сачувани, ускладиштени и изложени авиони са млазним мотором' | Сачувани, ускладиштени и изложени авиони са млазним мотором' |
| Авиони                               | Порекло                                                      | Регистрација                                                 | Серијски број                                                | Коментар                                                     |                                                              |
| ------------------------------------ | ------------------------------------------------------------ | ------------------------------------------------------------ | ------------------------------------------------------------ | ------------------------------------------------------------ | ------------------------------------------------------------ |
| T-33 Шутинг стар                     | САД                                                          | 10024                                                        | 580-8189                                                     | наслеђен 52-9958                                             |                                                              |
| F-84G-31-RE Тандерџет                | САД                                                          | 10501                                                        |                                                              | наслеђен 52-2936                                             |                                                              |
| F-84G-31-RE Тандерџет                | САД                                                          | 10530                                                        |                                                              | наслеђен 52-8435                                             |                                                              |
| F-84G-31-RE Тандерџет                | САД                                                          | 10525                                                        |                                                              | наслеђен 52-2939 (recon)                                     |                                                              |
| F-86E-15 (Канадер CL-13 Mk.IV) Сејбр | САД/ Канада                                                  | 11025                                                        | 756                                                          | наслеђен 53-19856,exXB955                                    |                                                              |
| F-86E-15 (Канадер CL-13 Mk.IV) Сејбр | САД/ Канада                                                  | 11054                                                        | 439                                                          | наслеђен 52-19539,exXB636                                    |                                                              |
| F-86E-15 (Канадер CL-13 Mk.IV) Сејбр | САД/ Канада                                                  | 11088                                                        | 638                                                          | наслеђен 53-19738,exXB875                                    |                                                              |
| F-86D-50-NA Сејбр                    | САД                                                          | 14102                                                        | 190-748                                                      | наслеђен 52-10023A                                           |                                                              |
| МиГ-21Ф-13                           | СССР                                                         | 22532                                                        | 741702                                                       |                                                              |                                                              |
| МиГ-21У                              | СССР                                                         | 22909                                                        | 3416                                                         |                                                              |                                                              |
| МиГ-21ПФМ                            | СССР                                                         | 22735                                                        | 8407                                                         |                                                              |                                                              |
| МиГ-21УС                             | СССР                                                         | 22953                                                        | 03685149                                                     |                                                              |                                                              |
| МиГ-21Р                              | СССР                                                         | 26103                                                        | 1707                                                         |                                                              |                                                              |
| МиГ-21Р                              | СССР                                                         | 26105                                                        | 1709                                                         |                                                              |                                                              |
| МиГ-21М                              | СССР                                                         | 22805                                                        | 3007                                                         |                                                              |                                                              |
| МиГ-21M                              | СССР                                                         | 22818                                                        | 3115                                                         |                                                              |                                                              |
| МиГ-21УM                             | СССР                                                         | 16152                                                        | 516979071                                                    |                                                              |                                                              |
| МиГ-21УM                             | СССР                                                         | 16158                                                        | 516995091                                                    |                                                              |                                                              |
| МиГ-21бис                            | СССР                                                         | 17402                                                        | N75095222                                                    |                                                              |                                                              |
| МиГ-21бис                            | СССР                                                         | 17405                                                        | 75095251                                                     |                                                              |                                                              |
| МиГ-21бис                            | СССР                                                         | 17409                                                        | 75095293                                                     |                                                              |                                                              |
| МиГ-23МЛД                            | СССР                                                         | 23269                                                        |                                                              | [ а ]                                                        |                                                              |
| J-21 Јастреб                         | СФРЈ                                                         | 24001                                                        | прототип                                                     |                                                              |                                                              |
| J-21 Јастреб                         | СФРЈ                                                         | 24115                                                        | 015                                                          |                                                              |                                                              |
| J-21 Јастреб                         | СФРЈ                                                         | 24122                                                        | 024                                                          |                                                              |                                                              |
| J-21 Јастреб                         | СФРЈ                                                         | 24126                                                        | 028                                                          |                                                              |                                                              |
| J-21 Јастреб                         | СФРЈ                                                         | 24128                                                        | 030                                                          |                                                              |                                                              |
| J-21 Јастреб                         | СФРЈ                                                         | 24130                                                        | 032                                                          |                                                              |                                                              |
| J-21 Јастреб                         | СФРЈ                                                         | 24142                                                        | 044                                                          |                                                              |                                                              |
| J-21 Јастреб                         | СФРЈ                                                         | 24145                                                        | 047                                                          |                                                              |                                                              |
| J-21 Јастреб                         | СФРЈ                                                         | 24155                                                        | 061                                                          |                                                              |                                                              |
| J-21 Јастреб                         | СФРЈ                                                         | 24156                                                        | 062                                                          |                                                              |                                                              |
| J-21 Јастреб                         | СФРЈ                                                         | 24159                                                        | 065                                                          |                                                              |                                                              |
| J-21 Јастреб                         | СФРЈ                                                         | 24208                                                        | 074                                                          |                                                              |                                                              |
| J-21 Јастреб                         | СФРЈ                                                         | 24210                                                        | 076                                                          |                                                              |                                                              |
| J-21 Јастреб                         | СФРЈ                                                         | 24213                                                        | 079                                                          |                                                              |                                                              |
| J-21 Јастреб                         | СФРЈ                                                         | 24214                                                        | 080                                                          |                                                              |                                                              |
| IJ-21 Јастреб                        | СФРЈ                                                         | 24401                                                        | 001                                                          |                                                              |                                                              |
| IJ-21 Јастреб                        | СФРЈ                                                         | 24404                                                        | 004                                                          |                                                              |                                                              |
| IJ-21 Јастреб                        | СФРЈ                                                         | 24405                                                        | 005                                                          |                                                              |                                                              |
| IJ-21 Јастреб                        | СФРЈ                                                         | 24410                                                        | 010                                                          |                                                              |                                                              |
| IJ-21 Јастреб                        | СФРЈ                                                         | 24415                                                        | 015                                                          |                                                              |                                                              |
| IJ-21 Јастреб                        | СФРЈ                                                         | 24418                                                        | 018                                                          |                                                              |                                                              |
| IJ-21 Јастреб                        | СФРЈ                                                         | 24421                                                        | 021                                                          |                                                              |                                                              |
| IJ-21 Јастреб                        | СФРЈ                                                         | 24454                                                        | 034                                                          |                                                              |                                                              |
| IJ-21 Јастреб                        | СФРЈ                                                         | 24456                                                        | 036                                                          |                                                              |                                                              |
| IJ-21 Јастреб                        | СФРЈ                                                         | 24457                                                        | 037                                                          |                                                              |                                                              |
| NJ-21 Јастреб                        | СФРЈ                                                         | 23502                                                        | 005                                                          |                                                              |                                                              |
| NJ-21 Јастреб                        | СФРЈ                                                         | 23505                                                        | 008                                                          |                                                              |                                                              |
| NJ-21 Јастреб                        | СФРЈ                                                         | 23506                                                        | 009                                                          |                                                              |                                                              |
| NJ-21 Јастреб                        | СФРЈ                                                         | 23507                                                        | 010                                                          |                                                              |                                                              |
| NJ-21 Јастреб                        | СФРЈ                                                         | 23511                                                        | 012                                                          |                                                              |                                                              |
| NJ-21 Јастреб                        | СФРЈ                                                         | 23512                                                        | 014                                                          |                                                              |                                                              |
| INJ-21 Јастреб                       | СФРЈ                                                         | 23513                                                        | 015                                                          |                                                              |                                                              |
| J-22 Орао                            | СФРЈ                                                         | 25001                                                        | прототип                                                     |                                                              |                                                              |
| J-22 Орао                            | СФРЈ                                                         | 25107                                                        | 007                                                          |                                                              |                                                              |
| J-22 Орао                            | СФРЈ                                                         | 25120                                                        | 045                                                          |                                                              |                                                              |
| IJ-22 Орао                           | СФРЈ                                                         | 25719                                                        | 019                                                          |                                                              |                                                              |
| IJ-22 Орао                           | СФРЈ                                                         | 25721                                                        | 021                                                          |                                                              |                                                              |
| IJ-22 Орао                           | СФРЈ                                                         | 25723                                                        | 023                                                          |                                                              |                                                              |
| IJ-22 Орао                           | СФРЈ                                                         | 25724                                                        | 024                                                          |                                                              |                                                              |
| NJ-22 Орао                           | СФРЈ                                                         | 25505                                                        | 014                                                          |                                                              |                                                              |
| NJ-22 Орао                           | СФРЈ                                                         | 25506                                                        | 015                                                          |                                                              |                                                              |
| NJ-22 Орао                           | СФРЈ                                                         | 25509                                                        | 018                                                          |                                                              |                                                              |
| NJ-22 Орао                           | СФРЈ                                                         | 25511                                                        | 020                                                          |                                                              |                                                              |
| Г-2 Галеб                            | СФРЈ                                                         | 23001                                                        | прототип                                                     |                                                              |                                                              |
| G-2A Галеб                           | СФРЈ                                                         | 23108                                                        | 108                                                          |                                                              |                                                              |
| G-2A Галеб                           | СФРЈ                                                         | 23154                                                        | 154                                                          |                                                              |                                                              |
| G-2A Галеб                           | СФРЈ                                                         | 23156                                                        | 156                                                          |                                                              |                                                              |
| Г-4 Супер Галеб                      | СФРЈ                                                         | 23629                                                        | 009                                                          | предсеријски                                                 |                                                              |
| Г-4 Супер Галеб                      | СФРЈ                                                         | 23636                                                        | 016                                                          | предсеријски                                                 |                                                              |
| Г-4 Супер Галеб                      | СФРЈ                                                         | 23686                                                        | 042                                                          | предсеријски                                                 |                                                              |
| Г-4 Супер Галеб                      | СФРЈ                                                         | 23733                                                        | 065                                                          | серијски                                                     |                                                              |
| Фолант Гнат                          | Уједињено Краљевство                                         | 11601                                                        | FL-14(G-39-8)                                                |                                                              |                                                              |
| Авион 451                            | СФРЈ                                                         |                                                              | 2 (прототипови)                                              |                                                              |                                                              |
| Авион 451M                           | СФРЈ                                                         |                                                              | прототип                                                     |                                                              |                                                              |
| Авион 451ММ Матица                   | СФРЈ                                                         | 20001                                                        | прототип                                                     |                                                              |                                                              |
| Авион 451ММ Стршљен II               | СФРЈ                                                         | 21002                                                        | прототип                                                     |                                                              |                                                              |
| Каравела SE-210                      | Француска                                                    | YU-AHB (JAT)                                                 | 135                                                          | наслеђен F-WJAK                                              |                                                              |
| F-16 фајтинг фалкон                  | САД                                                          |                                                              | 88-550                                                       | Олупина, после обарања 2. маја 1999.                         |                                                              |
| F-117 Ноћни јастреб                  | САД                                                          |                                                              | 82-806                                                       | Остаци после обарања 24. марта 1999.                         |                                                              |
| BGM-109 Томахавк                     | САД                                                          |                                                              |                                                              | Олупина                                                      |                                                              |
| Боинг 727-2H9                        | САД                                                          | YU-AKF (JAT)                                                 | 21038                                                        | Припрема се за експонат                                      |                                                              |

### Ракетна и радарска средства
- П-15
- С-75 Двина

## Галерија
|                                              |                                        |                                           |                                          |                                                               |                                    |
| Физир ФН, први серијски југословенски авион. | По-2, прослављени совјетски двокрилац. | Хокер харикен Мк IVрп, са ознакама ЈРВ.   | Једини комплетан примерак Јак-3 у свету. | Месершмит Бф 109 Г2 са ознакама ЈРВ.                          | Авион 213                          |
|                                              |                                        |                                           |                                          |                                                               |                                    |
| F-47D тандерболт                             | F-84 тандерџет                         | F-86D сејбр                               | МиГ-21Ф-13                               | Фоланд Гнат Мк.1                                              | J-22 Орао, прототип                |
|                                              |                                        | JAT Каравела Sud-Aviation Se.210 Caravele |                                          |                                                               |                                    |
| Ј-20 крагуј                                  | Јункерс Ju 52                          | Каравела SE-210, ЈАТ.                     | MQ-1 предатор, оборена током 1999.       | Поклопац кабине F-117 Ноћни јастреб, обореног 27. марта 1999. | Делови авиона F-16C обореног 1999. |